# 塔拉贾
塔拉贾（Talaja），是印度古吉拉特邦Bhavnagar县的一个城镇。总人口26187（2001年）。

## 人口
该地2001年总人口26187人，其中男性13402人，女性12785人；0—6岁人口3958人，其中男2103人，女1855人；识字率61.66%，其中男性为67.70%，女性为55.33%。